# Bağlıca, Kurtalan
Bağlıca là một xã thuộc huyện Kurtalan, tỉnh Siirt, Thổ Nhĩ Kỳ. Dân số thời điểm năm 2008 là 854 người.